# Simple Plan (album)
Simple Plan är det tredje studioalbumet från det kanadensiska bandet Simple Plan, som släpptes den 12 februari 2008.

## Låtlista
1. "When I'm Gone"
2. "Take My Hand"
3. "The End"
4. "Your Love is a Lie"
5. "Save You"
6. "Generation"
7. "Time to Say Goodbye"
8. "I Can Wait Forever"
9. "Holding On"
10. "No Love"
11. "What If"

### Deluxe edition bonus tracks
1. "Running Out of Time"
2. "When I'm Gone" [Akustisk Version]

### Japanese edition bonus tracks
1. "When I'm Gone" [Akustisk Version]
2. "Running Out of Time" - 3:16

## Singlar
- When I'm Gone
- Your Love Is A Lie
- Save You